# Botanik med lust
Botanik med lust (engelska: The Botany of Desire) är en PBS dokumentär som sändes hösten 2010 i tre avsnitt i Kunskapskanalen. Programmet bygger på boken med samma namn, skriven av Michael Pollan.
I serien följer tittaren med Michael Pollan då han funderar över på vilka sätt växterna med hjälp av sina biologiska attribut manipulerar med både djur och människor för att lyckas överleva och reproducera sig. 
De delar som ingick i Kunskapskanalens sändning av serien var Äpplet, Tulpanen och Potatisen. Originalserien från PBS innehöll även ett avsnitt om cannabisplantan.